# Крукид Крик (Аљаска)
Крукид Крик (енгл. Crooked Creek) насељено је место без административног статуса у америчкој савезној држави Аљаска.

## Демографија
По попису из 2010. године број становника је 105, што је 32 (-23,4%) становника мање него 2000. године.
| Група             | 2000.    | 2010.    |
| Белци             | 9 (6,6%) | 8 (7,6%) |
| Афроамериканци    | 0 (0,0%) | 0 (0,0%) |
| Азијати           | 0 (0,0%) | 0 (0,0%) |
| Хиспаноамериканци | 0 (0,0%) | 0 (0,0%) |
| Укупно            | 137      | 105      |